# Жак Сегела
Жак Сегела (на френски: Jacques Séguéla) е френски рекламист, роден е в Париж на 23 февруари 1934 година. Той е съосновател на рекламната агенция RSCG през 1970 година, придобита от Groupe Havas през 1996 година.

## Биография
Сегела произлиза от стар род от с. Амели-ле-Бен (Източни Пиренеи). След като прекарва детството си в Перпинян и учи фармация, той решава да се заеме с реклама през 1970 година и основава рекламната агенция RSCG заедно с Бернар Ру, Ален Кезак и Жан-Мишел Годар.
През 1979 той става известен за голямата публика с книгата си: „Ne dites pas à ma mère que je suis dans la publicité… elle me croit pianiste dans un bordel“ (в превод: „Не казвайте на майка ми, че работя в рекламата… тя си мисли, че съм пианист в бардак“. Тази книга е синтез на около дванадесет години от опита му в рекламата, след като е бил известно време репортер във France Soir и после главен редактор в Paris Match.
RSCG се обединява с Eurocom през 1991 година и заедно формират Euro RSCG, като през 1996 година образуват Havas – Advertising, където Жак Сегела е вицепрезидент (заедно с Винсент Болоре, който е акционер на 20% от капитала на Havas).

## Политически кампании
Също както във Франция, така и в чужбина Жак Сегела общува с много политически личности.
Във Франция кампаниите на Франсоа Митеран и Лионел Жоспен са водени от Жак Сегел под надслов: „Спокойната сила“ през 1981 година, лозунг заимстван от известната реч на Леон Блум от 5 юни 1936 : „Победата от 26 април и 3 май днес напълно се утвърждава. Голямо бъдеще се отваря пред френската демокрация. Като премиер аз го заричам да се заеме с тази спокойна сила, която е гаранция за нови победи.“ Изразът „force tranquille“ (в превод: „спокойна сила“) може да бъде открит също и в съчиненията на Франсоа Митеран. Сборникът с текстове писани от Франсоа Митеран озаглавен „Politique“ (в превод: „Политика“) и публикуван през 1977 година припомня пленничеството му в Германия през 1942–1943 година и описва един пейзаж малко след декември 1942: „На пътя на връщане ние се движехме по дължината на Заале, бурна и бърза. Нейното лъкатушене не се дължи на бавността, като това на Шарент, между ниските ливади, а на твърдостта на бреговете, които я отклоняват, тласкат и като че ли изтласкват голяма вълна по течението ѝ на юг. Всичко около мен продължаваше да затвърждава триумфа на спокойната сила“. Съвсем логично може да се смята, че именно в този сборник с текстове Жак Сегела е открил този израз, докато е подготвял кампанията за Митеран от 1981 година. След това идват през 1988 „Génération Mitterrand“ (в превод: „Поколението на Митеран“) вдъхновено от кампанията „Génération Pepsi“ (в превод: „Поколението на Пепси“) от 1984 година или „D'abord l'emploi“ (в превод: „Първо работата“).
Сегела работи за камерунския президент Пол Бия през 1992 година. Помага на президентите Омар Бонго Ондимба в Габон и Гнасингбе Еядема в Того през 1997 година. В Сенегал е привлечен от президента Абду Диуф през 2000 година. Участва в кампанията на първия израелски министър Ехуд Барак през 1999 година. В Полша е работил за полския президент Александър Квашневски през 1995 година.

## Търговски марки
За Ситроен, Сегела замисля кампанията „révolutionnaire“ (в превод: „революционен“) за AX. На него се дължи и рекламната позиция на Carte Noire.

### Полемики
С наближаването на президентските избори през 2007, той издава заедно с Тиери Сосе „Завземането на Елизе“ – книга за президентските кампании на Петата република. Защитавайки кандидатурата на социалистката Сеголен Роаял, Жак Сегела се показва особено язвителен срещу измяната на Ерик Бесон, бивш държавен секретар по икономика в PS (в превод:социалистическа партия), който се е присъединил към екипа на Никола Саркози. По-малко от две седмици на 1 май 2007, Жак Сегела официално обявява, че ще гласува за кандидата Никола Саркози на втори тур на президентските избори през 2007, след като е гласувал за Сеголен Роаял на първи тур. В своята автобиографична книга издадена през 2009 г., Жак Сегела разкрива подробности около връзката на Никола Саркози и Карла Бруни. Той твърди, че е бил още от самото начало на срещите между тях.
През 2009 Сегела е поканен в Тélématin на France 2, още веднага влиза в спор, коментирайки изображението „bling-bling“ на Никола Саркози: „Ако на 50-годишна възраст нямаш Rolex, значи не си сполучил в живота!“ След това по време на едно предаване на Grand Journal, той съжалил, че е изрекъл тези думи: „Казах голяма глупост! И това не е първата!“